# Xystrota praepeditaria
Xystrota praepeditaria là một loài bướm đêm trong họ Geometridae.